# Sariel
Sariel (Hebreo Antiguo: זהריןאל, griego: Ατριήλ, "Ministro de Dios") es uno de los arcángeles para las tradiciones del judaísmo y el islamismo. Otras posibles versiones de su nombre son Suriel, Suriyel, Seraquel, Saraqael, Sarakiel, Seraquiel, Sealtiel, Saraqel, Zariel, Seriel, Sauriel, Zerachiel, Juriel, Esdreel, Ariel, Asaryalyor y Jariel.

## Textos tradicionales
De acuerdo con el Libro de Enoc (20:1,6), Sariel, es el ángel "encargado de los espíritus de los hombres que pecan". El nombre de Sariel es mencionado al lado de los otros seis arcángeles, "los santos ángeles que vigilan". En la versión de Henoc 9:1 de los fragmentos encontrados en Qumrán, Sariel, Miguel, Rafael y Gabriel, "ven la injusticia cometida sobre la tierra" y llevan la causa de los humanos ante Dios. Los ángeles caídos se habían unido con mujeres y habían engendrado gigantes (Nefilim) que llenaron la tierra de opresión, explotación y violencia, relato expuesto muy sintéticamente en Génesis 6:2-5, pero desarrollado ampliamente por el Libro de Henoc.
En el llamado Segundo Libro de Enoc Sariel es listado como el cuarto ángel, en algunas versiones con el nombre de Samuil.
El libro Guerra de los Hijos de la Luz contra los Hijos de la Obscuridad (también encontrado en Qumrán), cita el nombre de Cyril (una posible ortografía alternativa de Sariel) al lado de Miguel, Rafael, y probablemente Gabriel, Sariel y Miguel como nombres a escribir sobre los escudos de los soldados en una torre durante maniobras. Se utiliza en los escudos de la tercera Torre. El ángel Suriyel es brevemente mencionado en el Conflicto de Adán y Eva con Satán como guía de Adán y Eva desde la cima de una alta montaña hasta la Cueva de los Tesoros.
En el Talmud se dice que enseñó las normas de higiene al rabino Ishmael ben Elisha. El nombre Juriel es descrito como "un ángel de la cara o presencia divina". Sariel puede ser considerado un nombre posible para Metatrón. 
Los escritos de los Beta Israel lo llaman "Suriel el Trompetista" y "Suriel, el Ángel de la Muerte". 
Orígenes en Contra Celsum VI describe a Suriel como una de las siete energías primordiales, representada por un buey. El libro Liber Juratus o El Libro Jurado de Honorio de Honorio de Tebas, cita a Sariel como uno de "los nombres de los ángeles del décimo mes, que se llama Tevet".
En la Universidad de Míchigan se conserva una tablilla babilonia, Seleucia-on-Tigris, del siglo VI a. C. que menciona a Sariel como protector de maldiciones de magia. Sariel representaba "guía" en la mitología Sumeria. Su nombre es usado por el gnosticismo en amuletos en conjunto con Raguel, Uriel, y Rafael. En astrología es asociado a Aries.